# Вальдете Ідрізі

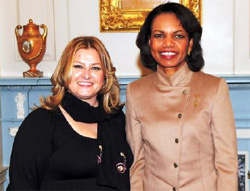
Вальдете Ідрізі з Кондолізою Райс

Вальдете Ідрізі (народилась 1973 р.) — громадська активістка з Митровиці, Косово.

## Життєпис
Вальдете Ідрізі заснувала організацію «Будівництво спільноти Митровиці», яка працює для миру і будує співтовариство в регіоні Митровиці на півночі Косово, і була її виконавчою директоркою. Протягом шести років до 2008 ця спільнота була єдиною організацією в Митровиці, яка заохочувала примирення та відновлення відносин між етнічними албанцями та сербами. Сама Ідрізі є етнічною албанкою з півночі Митровиці, яка втратила свій будинок у 1999 році, коли вторглися серби. У 2008 році її домівка все ще була зайнята сербами. «Будівництву спільноти Митровиці» вдалося організувати повернення деяких сербів до своїх домівок у Косові, за що Ідрізі отримала загрози смерті від косовських албанських бойовиків.
Ідрізі отримала Міжнародну жіночу премію хоробрості у 2008 році і міжнародну премію миру Сороптиміст за 2009 рік.
В грудні 2011 року була обрана виконавчою директоркою платформи CiviKos — ініціативи організацій громадянського суспільства в Косово, «спрямованої на створення сприятливого середовища для співробітництва громадянського суспільства та уряду».